# Gregori Aminoff (1696–1758)
Gregori Aminoff, född 23 januari 1696 i Koporje, död 28 januari 1758 i Mäntyharju, var en finlandssvensk militär.

## Karriär
Aminoffs militära karriär började som volontär vid Savolaks och Nyslotts läns infanteriregemente 1715. Han avancerade genom olika officersgrader: fänrik 1718, löjtnant 1736, kaptenlöjtnant 1742 och kapten 1749. Han fick konfirmationsfullmakt 1746. Han tog avsked 1757 med pension och avled 1758 i Mäntyharju socken i Finland. Aminoffs tjänstgöring sträckte sig över mer än fyra decennier, vilket var vanligt för officerare under denna period.

## Familj
Aminoffs var son till överstelöjtnanent Gregori Aminoff och Elisabet von Konow. Han gifte sig 1719 Brita Wagenia (1703–1737), som var dotter till kyrkoherden Jonas Wagenius i Arnäs pastorat, och 1739 med Beata Elisabet Schmiedefelt (1714–1793), som var dotter till kaptenlöjtnanten Fabian Johan Schmiedefelt och Elisabet Sofia Tawaststjerna. Andra hustrun avled i Heinola. Aminoff fick sammanlagt 17 barn, bland andra överstelöjtnant Gregori Aminoff, kapten Berndt Jonas Aminoff den äldre, överstelöjtnant Zakarias Vilhelm Aminoff och generalmajor Adolf Aminoff.